# Sylphornithidae
Sylphornithidae — вимерла родина птахів. Це наземні хижаки, що існували в еоцені-олігоцені в Європі. Скам'янілості представників родини знайдені на території Франції та Бельгії.

## Роди
- Sylphornis
- Oligosylphe